# حمادی الدو
حمادی الدو (انگلیسی: Hamadi Dhaou؛ زادهٔ ۱۰ ژانویهٔ ۱۹۴۰) بازیکن فوتبال اهل تونس است.
از باشگاه‌هایی که در آن بازی کرده است می‌توان به باشگاه فوتبال آفریقایی اشاره کرد.
وی همچنین در تیم ملی فوتبال تونس بازی کرده است.